# برایان مارتین (لوگر)
برایان مارتین (انگلیسی: Brian Martin؛ زادهٔ january ۱۹, ۱۹۷۴ (۵۱ سال)) ورزشکار لژسواری اهل ایالات متحده آمریکا است.
وی در مسابقات کشوری و بین‌المللی در مجموع برندهٔ ۳ مدال نقره، ۸ مدال برنز شده‌است.